# 세븐어클락
세븐어클락(영어: Seven O'clock)은 2017년 3월 16일에 데뷔한 포레스트 네트워크 소속으로 대한민국의 7인조 보이 그룹이다.